# Cem Özdemir
Cem Özdemir (alemão: [ˌdʒɛm ˈʔœzdɛmiːɐ̯], turco: [dʒæm ˈœzdemiɾ]; 21 de dezembro de 1965) é um político alemão do partido político Aliança 90/Os Verdes.
Entre 2008 e 2018, Özdemir atuou como copresidente do Partido Verde, juntamente com Claudia Roth e depois Simone Peter. Foi membro do Bundestag alemão entre 1994 e 2002, retornando em 2013. Além disso, foi membro do Parlamento Europeu entre 2004 e 2009. Ele estava entre os dois principais candidatos verdes para as eleições federais alemãs de 2017. De 2018 a 2021, presidiu a Comissão de Transportes. De dezembro de 2021 a maio de 2025, foi ministro da Alimentação e Agricultura no gabinete Scholz.

## Biografia
Nascido em Bad Urach, uma pequena cidade nas colinas entre Stuttgart e Ulm, Cem Özdemir é filho de pais gastarbeiter ("trabalhadores convidados") da Turquia. O pai de Özdemir é de origem circassiana e é originário de Tokat. A mãe de Özdemir é de origem turca e vem de uma família de classe média em Istambul; seu pai era um oficial na Guerra da Independência Turca. Em 1983, Özdemir e seus pais imigrantes adquiriram a cidadania alemã. Depois de se qualificar para o ingresso na faculdade, estudou pedagogia social na Faculdade Técnica Evangélica de Reutlingen, Alemanha. Após concluir seus estudos em 1987, trabalhou como educador e jornalista freelancer.
Özdemir descreve-se como um "muçulmano secular". Ele é casado com a jornalista argentina Pía María Castro. Eles têm dois filhos: um homem e uma mulher. Özdemir é vegetariano.

## Carreira
De 1994 a 2002, Özdemir foi membro do Bundestag alemão; junto com Leyla Onur dos social-democratas, ele foi a primeira pessoa de ascendência turca ou circassiana a ser eleita para o parlamento federal do país. De 1998 a 2002, foi membro da Comissão dos Assuntos Internos e porta-voz do seu grupo parlamentar nesta área. Nessa capacidade, ele defendeu reformas nas leis de cidadania da Alemanha.
Em 1999, nove meses depois que os Verdes apoiaram pela primeira vez um governo federal alemão, sob o chanceler Gerhard Schröder, Özdemir estava entre os 40 membros mais jovens do partido autodenominado "jovens da segunda geração", que declarou em um manifesto controverso "[que] não podemos e não vamos ouvir os moralizantes sabe-tudo em nosso partido desde a geração fundadora".
Em 2002, Özdemir foi acusado de violar os regulamentos parlamentares por usar milhas acumuladas durante viagens oficiais como membro do Bundestag para uso pessoal. Ele também foi criticado por ter feito um crédito com Moritz Hunzinger, consultor de relações públicas e lobista alemão, para superar problemas financeiros pessoais. Este caso também foi associado a Rudolf Scharping, ex-ministro da Defesa alemão (1998-2002). Posteriormente, Özdemir renunciou ao cargo de porta-voz para assuntos internos e como membro do Bundestag.
Em 2003, Özdemir juntou-se ao Fundo Marshall Alemão dos Estados Unidos. Durante sua viagem, ele deu vários discursos e palestras na Universidade de Wisconsin-Madison, sobre a questão da Turquia e da Europa. Ele também pesquisou sobre as formas como os grupos minoritários nos Estados Unidos e na Europa se organizam politicamente.

### Membro do Parlamento Europeu, 2004–2009

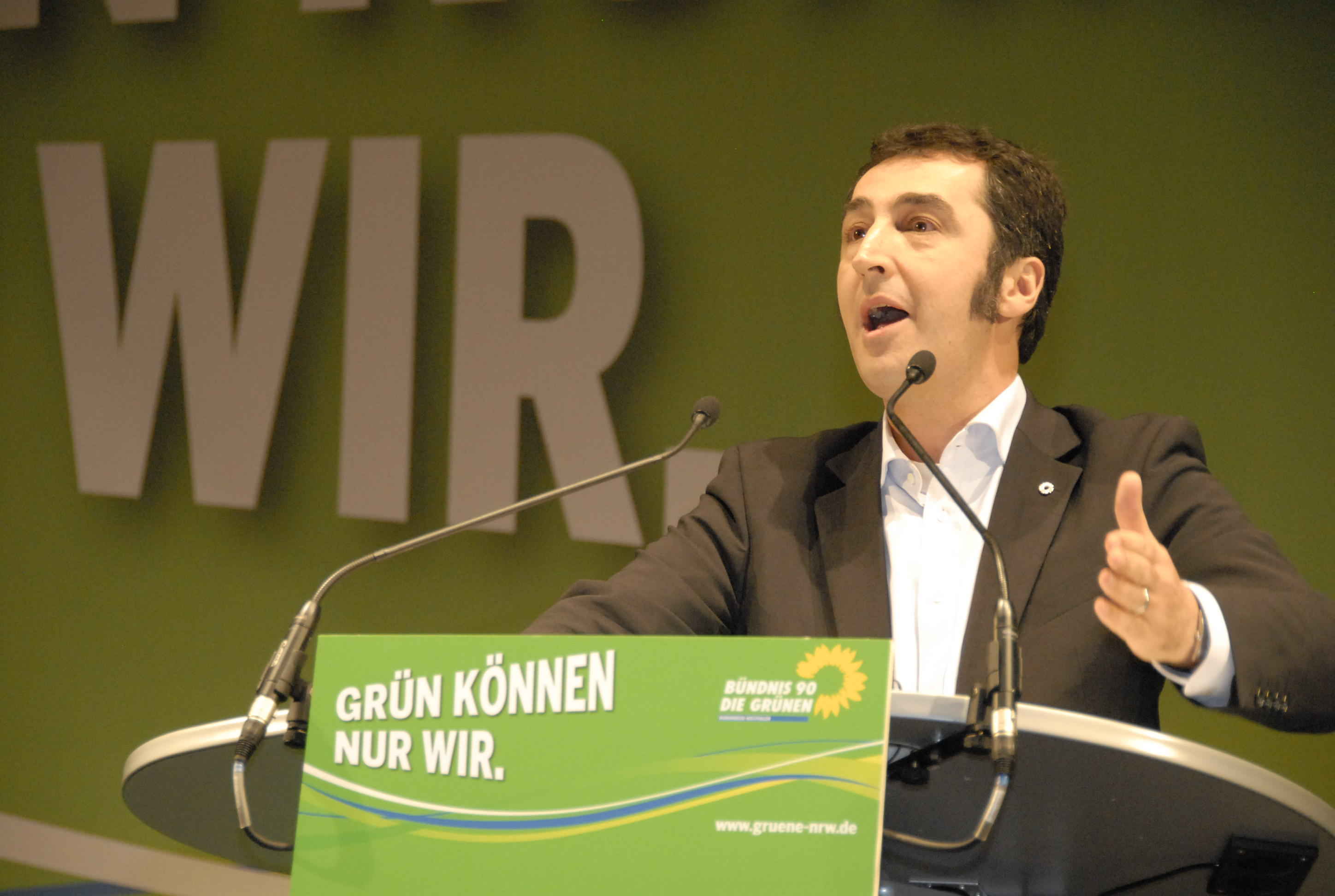
Özdemir em 2009

De 2004 a 2009, Özdemir foi membro do Parlamento Europeu no grupo parlamentar Os Verdes/Aliança Livre Europeia (Verdes/ALE). Durante esse período foi porta-voz do grupo para a política externa e membro da Comissão dos Assuntos Externos (AFET). Além disso, foi relator do Parlamento Europeu para a Ásia Central.
Entre 2006 e 2007, Özdemir também atuou como vice-presidente da comissão do Parlamento Europeu sobre a alegada utilização de países europeus pela CIA para o transporte e detenção ilegal de prisioneiros.
Em 2 de junho de 2008, Özdemir anunciou sua candidatura como co-presidente de seu partido. O candidato rival de Özdemir era Volker Ratzmann, líder do grupo parlamentar dos Verdes na Câmara dos Representantes de Berlim, que acabou por retirar a sua candidatura em 4 de setembro de 2008 por motivos pessoais.
Desde 15 de novembro de 2008, Özdemir é um dos dois copresidentes da Aliança 90/Os Verdes. Ele recebeu 79,2 por cento dos votos dos delegados.

### Membro do Bundestag, 2013-presente
Özdemir reentrou no Bundestag como resultado das eleições de 2013. De 2018 a 2021, presidiu a Comissão dos Transportes.
Em setembro de 2019, Özdemir desafiou os titulares Katrin Göring-Eckardt e Anton Hofreiter e anunciou sua candidatura para co-presidir o grupo parlamentar do Partido Verde, juntamente com Kirsten Kappert-Gonther.
Após o anúncio de Fritz Kuhn de não buscar a reeleição como prefeito de Stuttgart em 2020, Özdemir foi amplamente considerado um potencial sucessor. Pouco depois, ele decidiu não concorrer ao cargo.
Nas negociações para formar um governo de coalizão sob a liderança de Winfried Kretschmann após as eleições estaduais de 2021, Özdemir foi membro do grupo sobre assuntos econômicos, trabalho e inovação.
Em maio de 2021, vários meses antes das eleições nacionais, vários meios de comunicação informaram que Özdemir havia se atrasado em declarar ao Parlamento alemão um total de € 20.580 em renda adicional que recebeu ao longo de cinco anos – 2014 a 2018 – na sua qualidade de líder do Partido Verde.
Nas negociações para formar a coalizão dos social-democratas (SPD), do Partido Verde e do FDP após as eleições federais de 2021, Özdemir liderou o grupo sobre política econômica de seu partido; seus co-presidentes foram Carsten Schneider e Michael Theurer.

### Ministro da Agricultura, 2021-presente
Após as eleições federais alemãs de 2021, os Verdes entraram no governo como parte de uma coalizão liderada pelo chanceler social-democrata Olaf Scholz, e Özdemir foi empossado como ministro da Alimentação e Agricultura em 8 de dezembro de 2021. A nomeação de Özdemir, considerado um moderado dentro dos Verdes, ocorreu após uma briga interna do partido pelo Ministério da Agricultura, e foi vista como algo surpreendente, já que ele não tinha experiência anterior em política agrícola e porque, apesar do papel de responsabilidade indústria, ele é pessoalmente vegetariano.
Özdemir é o único ministro do gabinete Scholz a vir de uma minoria étnica, e é o primeiro ministro do governo de ascendência turca na história da Alemanha.

## Posições políticas
Dentro do Partido Verde, Özdemir está associado ao grupo centrista "Realo".

### Integração europeia
Em 2011, Özdemir apelou aos cidadãos da União Europeia para obterem uma influência mais direta nos assuntos europeus através de plebiscitos sobre questões políticas fundamentais.
Em meio à crise financeira cipriota de 2013, Özdemir propôs que um resgate de Chipre fosse condicionado as negociações sobre a reunificação da ilha dividida desde 1974.

### Relações com a Bielorrússia
Em 16 de dezembro de 2020, ele assumiu o patrocínio de Katsiaryna Barysevich, jornalista bielorrussa e prisioneira política. Em 31 de maio de 2021, assumiu o apadrinhamento de Raman Pratasevich, preso político bielorrusso.

### Relações com a Rússia
Em 2011, Özdemir deixou o conselho de administração do Prêmio Quadriga para protestar contra a decisão do grupo sem fins lucrativos de homenagear o primeiro-ministro Vladimir Putin da Rússia. A decisão do grupo provocou protestos públicos e a cerimônia de premiação anual foi posteriormente cancelada. Após uma visita de dois dias à Armênia, Özdemir twittou, em referência à recente adesão da Armênia à União Econômica da Eurásia, que "quanto mais perto Erevã se aproxima da Rússia de Putin, menos liberdade para a mídia, ONGs, LGBT. As pessoas querem uma sociedade aberta."

### Relações com a Turquia

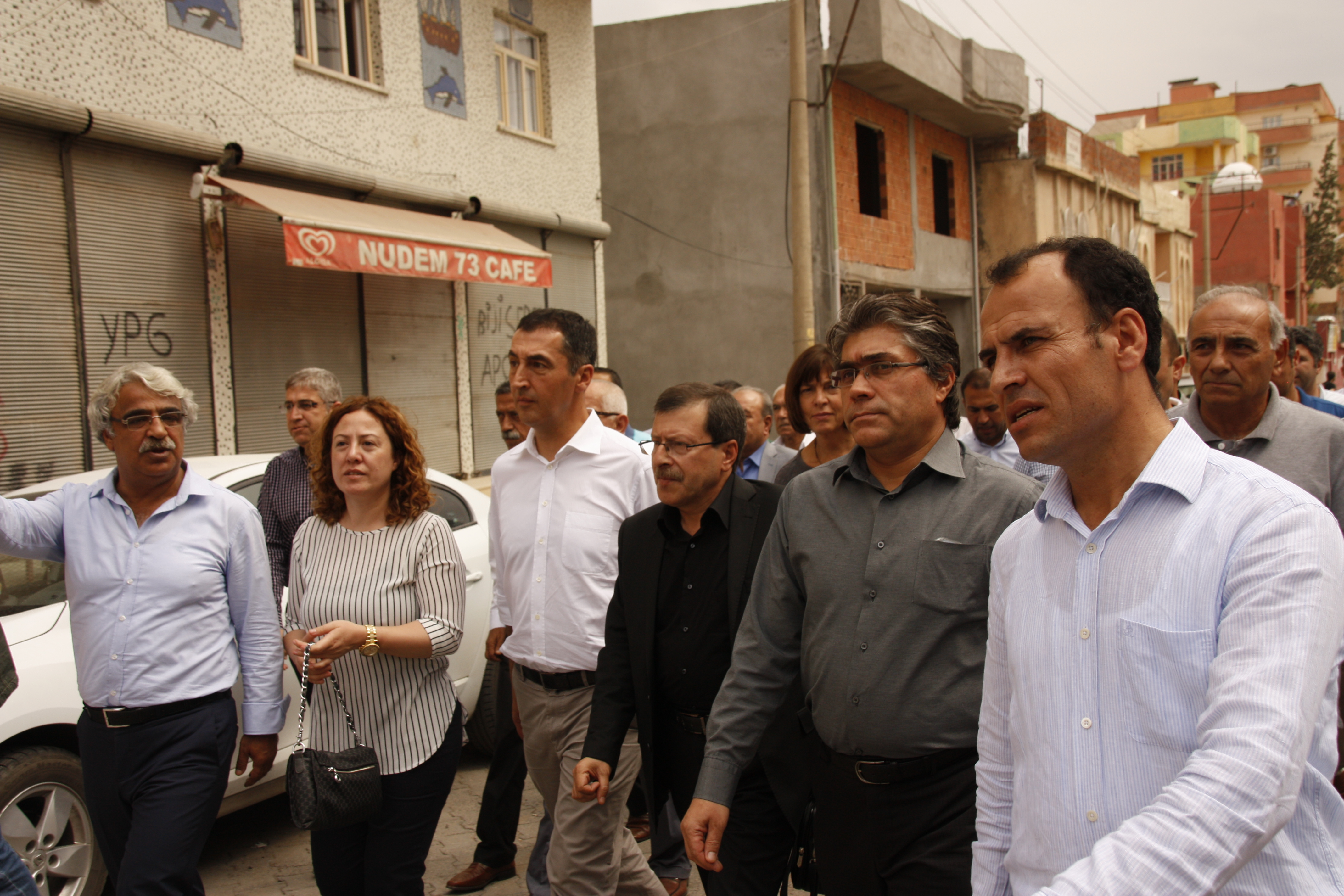
Özdemir na Turquia durante os confrontos de Şırnak, 15 de setembro de 2015

Özdemir se opõe à adesão da Turquia à União Europeia sob o presidente Erdogan. Quando Özdemir criticou o primeiro-ministro Recep Tayyip Erdoğan da Turquia em um discurso que fez em maio de 2014, Erdoğan atacou pessoalmente Özdemir durante uma das reuniões de seu partido no parlamento, declarando-o "um chamado turco" e descreveu suas críticas como "muito feias". Após os ataques de Erdoğan, o embaixador turco em Berlim, Hüseyin Avni Karslıoğlu, foi convocado ao Ministério das Relações Exteriores alemão e informado sobre o desconforto da Alemanha com as observações do primeiro-ministro. Logo depois, Özdemir disse ao Spiegel Online que seria "irresponsável" que os serviços de inteligência alemães não se atentassem com a Turquia, dada sua localização como país de trânsito para o Estado Islâmico do Iraque e os militantes do Levante da Europa.
Özdemir foi uma força motriz por trás do reconhecimento do genocídio armênio pelo Bundestag em junho de 2016, o que irritou a Turquia. Ele também criticou as prisões em massa da Turquia após uma tentativa fracassada de golpe em julho de 2016. Özdemir condenou a invasão turca do norte da Síria com o objetivo de expulsar os curdos sírios apoiados pelos EUA do enclave de Afrin. Ele se reuniu com autoridades turcas durante a Conferência de Segurança de Munique de 2018, durante a qual teria sido chamado de "terrorista" e recebeu várias outras ameaças da delegação turca. Como resultado, Özdemir recebeu proteção policial especial.

### Relações com a Arábia Saudita
Özdemir pediu que o governo alemão pare de dar contratos à consultoria americana McKinsey & Company, acusada de coletar informações para o regime da Arábia Saudita sobre seus críticos.

### Genocídio armênio
Em 12 de março de 2015, Özdemir visitou o memorial do Genocídio Armênio em Erevã, declarou seu reconhecimento formal do genocídio armênio e pediu à Turquia que o reconhecesse também. Em uma entrevista, ele declarou: "Acho que a Alemanha deveria obviamente se referir à questão do genocídio armênio. Como amigo de dois países, devemos ajudar a abrir a fronteira armênio-turca. Como amigos de ambos os países, devemos nos esforçar para que as relações armênio-turcas se tornem como as relações franco-alemãs ou polaco-alemãs."
Em 2016, Özdemir iniciou uma resolução no Bundestag que classificaria formalmente os massacres de 1915 como genocídio. A resolução foi aprovada em 2 de junho de 2016 com o que o orador Norbert Lammert chamou de "maioria notável". Na época, Özdemir enfatizou que a resolução não foi projetada para apontar o dedo a outros, mas sim para reconhecer a responsabilidade parcial da Alemanha pelo genocídio. Em 1915, o Império Alemão era aliado do Império Otomano e não condenou a violência. Após a aprovação da resolução pelo Bundestag, a mídia turca "travou uma guerra" contra ele, que recebeu várias ameaças de morte.

### Legalização da maconha
Özdemir defende a legalização da cannabis. Em dezembro de 2014, sua imunidade parlamentar foi retirada quando promotores de Berlim abriram uma investigação sobre a suspeita de cultivo de drogas depois que um vídeo do Desafio do Balde de Gelo o mostrou com uma planta de cannabis ao fundo. Em uma entrevista posterior com Westdeutsche Allgemeine Zeitung, Özdemir afirmou que "em uma sociedade livre deve caber a cada pessoa decidir se quer consumir cannabis e assumir os riscos associados".

### Nações Unidas
Özdemir é um defensor da Campanha para o Estabelecimento de uma Assembleia Parlamentar das Nações Unidas, uma organização que faz campanha pela reforma das Nações Unidas. Ele acredita que é necessário "dar voz a todos os cidadãos, mulheres e homens, em todo o mundo; criar legitimidade por uma representação verdadeira e aumentar a responsabilidade política dos líderes dos Estados".

### Limite de velocidade
Özdemir é para um limite geral de velocidade nas autobahns alemãs. Segundo ele, "a introdução de uma velocidade máxima nas autoestradas na Alemanha teria apenas vantagens: menos mortes no trânsito, clima imediato de proteção e praticamente sem custos". Além disso, ele afirma que "um limite de velocidade seria um requisito de bom senso para uma sociedade esclarecida no século XXI". Ele comparou o problema dos limites de velocidade na Alemanha com o da lei de armas nos Estados Unidos.

## Outras atividades
- Landwirtschaftliche Rentenbank, Vice-Presidente do Conselho Fiscal (desde 2021) [64]
- KfW, Membro do Conselho de Supervisão (desde 2021) [65]
- Das Progressive Zentrum, Membro do Círculo de Amigos[66]
- Fundação Heinrich Böll, Membro do Conselho Consultivo Europa/Transatlântico[67]
- Fundação Theodor Heuss, Membro do Conselho de Curadores[68]

## Reconhecimentos
- 2018 – Prêmio Ramer de Coragem na Defesa da Democracia[69]
- 2011 – Lista da Foreign Policy dos Principais Pensadores Globais[70]